# 218년

## 연호
- 후한(後漢) 건안(建安) 23년

## 기년
- 후한(後漢) 헌제(獻帝) 30년
- 신라(新羅) 내해 이사금(奈解泥師今) 23년
- 고구려(高句麗) 산상왕(山上王) 22년
- 백제(百濟) 구수왕(仇首王) 5년

## 사건
- 음력 7월, 신라의 무기고의 병사 장비가 스스로 나왔다. 백제인이 신라의 장산성(獐山城)을 에워싸니, 신라의 내해 이사금이 친히 병사를 거느리고 나가 이들을 쳐서 달아나게 하였다.

## 사망
- 로마 제국 22대 황제 마크리누스

• 조조의 장수 악진

## 참고 문헌
- 김부식 (1145), 《삼국사기》 〈권2〉 내해 이사금 조(條)